# Libinia mexicana
Libinia mexicana is een krabbensoort uit de familie van de Epialtidae. De wetenschappelijke naam van de soort is voor het eerst geldig gepubliceerd in 1892 door Rathbun.